# Алювій

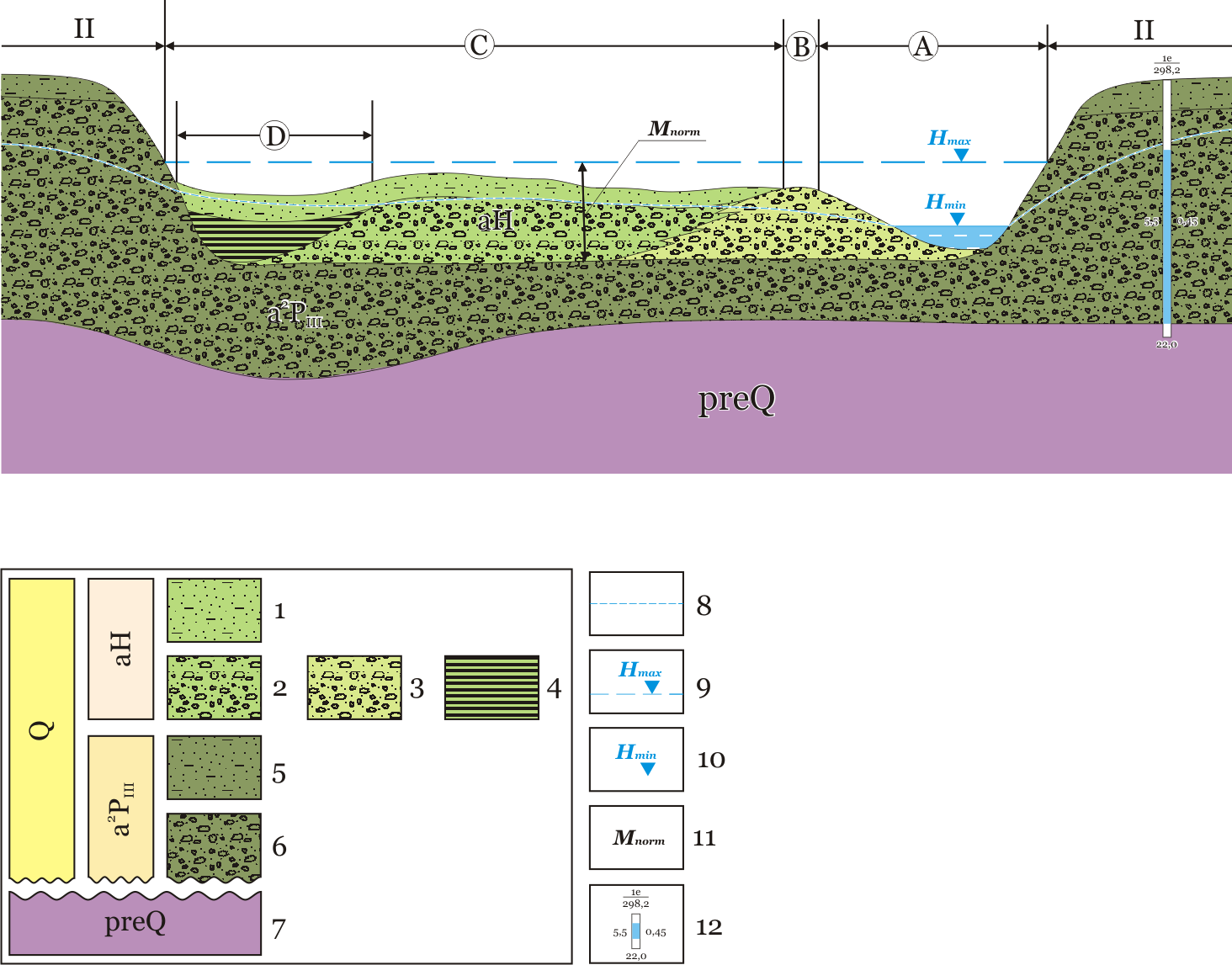
Поперечний розріз типової річкової долини
1-Старичний алювій
2-Алювій прируслового валу
3-Русловий алювій 1-ї тераси
4-Заплавний алювій 2-ї тераси
5-Русловий алювій 2-ї тераси
6-Дочетвертинні відклади
7-Дзеркало ґрунтових вод
8-Рівень максимального підняття води в заплаві (повінь)
9- Рівень мінімального зниження води в заплаві (межень)
10-Нормальна потужність алювію
11- водозабірна гідрогеологічна свердловина
А- річище
В- прирусловий вал
С- заплава
D- стариця
II- друга надзаплавна тераса

Алю́вій (від лат. alluvio — наносити, замулювати) — незцементовані відклади постійних водних потоків (річок, струмків), що складаються з уламків різного ступеня обкатаності й розмірів (валуни, галька, гравій, пісок, суглинок, глина). Гранулометричний і мінеральний склад та структурно-текстурні особливості алювію залежать від гідродинамічного режиму річки, характеру порід, що нею розмиваються, рельєфу і площі водозбору. Дельти річок повністю складаються з алювіальних відкладів і є алювіальними конусами виносу. Наявність алювіальних відкладів у розрізі є ознакою континентального тектонічного режиму території.

## Термін

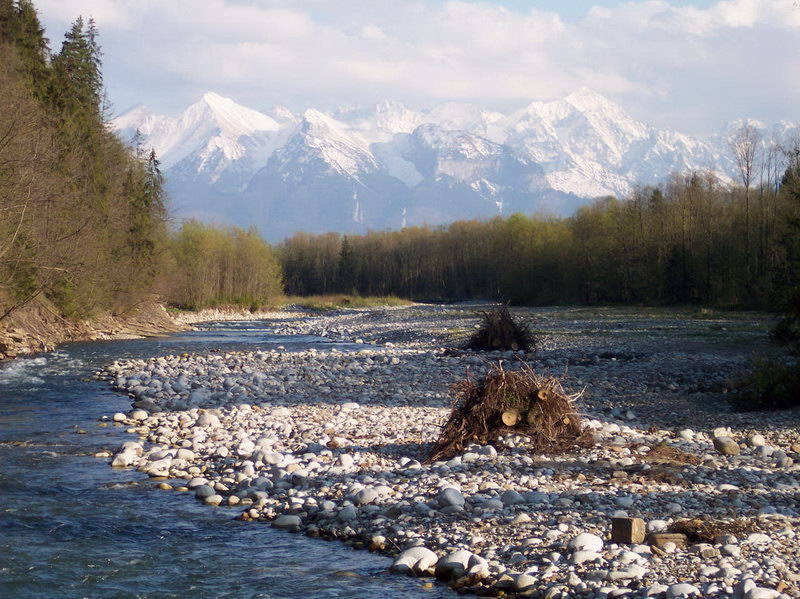
Руслові алювіальні бари в руслі гірської річки Білка, притоки Дунайця, Татри

Геологічний розріз через алювіальну долину Нілу поблизу Асуанської висотної греблі
Цифри в кружечках:
1- породи кристалічного фундаменту (гнейси і граніти);
2- глини з прошарками пісків і супісків;
3- крупнозернисті піски;
4- дрібно-середньозернисті піски і супіски;
5- галечники з гравійно-глинистим цементом;
6- суглинки і супіски косошаруваті;
7- галечники;
8- різнозернисті піски косошаруваті;
9- структурно-інженерні свердловини;
10- вікові індекси

Алювіальні відклади були вперше виділено в окремий тип англійським геологом Вільямом Баклендом 1823 року. У російській імперії термін «алювій» вперше вжив відомий геолог-ґрунтознавець Василь Докучаєв 1878 року. Відтоді збереглась традиція називати усі новітні континентальні відклади, утворені в голоценову епоху алювієм, хоча це не зовсім правильно, оскільки відомі елювіальні леси, пролювіальні конуси виносу, делювіальні «плащі» тощо.

## Утворення і поширення
Утворення алювію відбувається у результаті безперервної взаємодії динамічного водного потоку з руслом: при врізанні (донна і бокова ерозія) та акумуляції осаду. Під дією потоку води річище безперервно переформовується, зазнаючи деформації трьох типів:
- вертикальних (понижується у результаті глибинної ерозії, чи піднімається за рахунок акумуляції)
- горизонтальних (зміна річища в плані під дією бокової ерозії — призводить до розмиву берегів, розширення річкової долини і утворення заплави)
- поздовжніх (міграція руслових наносів призводить до утворення в руслі нерівностей — перекатів, мілин, островів, та ін.)

Провідним фактором у формуванні алювіальних відкладів є гідродинаміка водних потоків. Маса води і швидкість течії визначають кінетичну енергію і транспортну здатність потоку. Річкові водні потоки переносять уламковий матеріал у формі зважених і волочильних наносів. У зваженому (завислому) стані транспортуються частинки діаметром менше 0,2 мм, більші — волочінням по дну. Спосіб руху грубоуламкового матеріалу дном називається сальтацією — стрибкоподібне переміщення зерен матеріалу під дією несучого середовища. Так, за швидкості придонної течії 0,16 м/с дном пересувається дрібний пісок, за 0,22 м/с — грубозерннистий пісок, а за 1 м/с транспортується дрібна галька.
Континентальні алювіальні відклади складають річкове ложе, заплаву і тераси річкових долин. Алювій відіграє важливу роль у геологічній будові більшості континентальних осадових формацій.
Алювіальні відклади річок утворюються і мігрують:
- під час відкладання в руслі і прируслових валах (барах) уламкового матеріалу, розмитого водним потоком вище за течією;
- під час повені або паводку, коли річка виходить за межі берегових уступів, і глина, мул та дрібний пісок осідають по всій поверхні заплави (формування заплавної фації)
- під час міграції річкових меандрів і утворенні алювіальних відкладів услід за прирусловою мілиною луки, що зміщується, вздовж її внутрішнього берега.

Кількість тонкозернистого уламкового матеріалу, який переноситься річками (твердий стік), сягає великих значень: у випадку з Міссісіпі річний обсяг твердого стоку оцінюється у 406 млн. т., Хуанхе — 796 млн. т., Амудар'я — 94 млн. т; Дунай — 82; Кура — 36; Волга і Амур — по 25, Об і Лена — по 15, Кубань — 8, Дон — 6, Дністер — 4,9; Нева — 0,4 млн. т.. Відповідно, потужність алювіальних відкладів в дельтах таких річок, як Міссісіпі, Ніл, Амазонка, Конго, Хуанхе, Волга та ін. становить сотні і тисячі метрів, а об'єми — десятки і сотні км3 теригенного матеріалу. Загалом, річний твердий стік усіх річок становить близько 17 гігатонн, що на порядок більше, ніж виноситься з континентів льодовиками чи вітром. Майже 96 % цього об'єму осідає в дельтах і на континентальному шельфі.

## Класифікації
Вивченням та класифікацією алювіальних відкладів займались такі відомі дослідники четвертинної геології, як Є. В. Шанцер, В. Т. Фролов, Ю. П. Казанський, І. П. Карташов, В. В. Ламакін, М. І. Маккавєєв, та інші. Загалом, континентальні алювіальні відклади класифікують за генезисом (гірських і рівнинних річок), фаціальною належністю (русловий, заплавний і старичний), фазами формування, формами алювіальних тіл тощо. Слід зазначити, що класифікація алювію за фазами формування була розроблена в колишньому Радянському Союзі так званою «школою радянської геології», а класифікація алювіальних відкладів за морфологічними формами була розроблена і широко застосовувалась геологами Західної Європи і США, зокрема Х. Редінгом.

### За генезисом

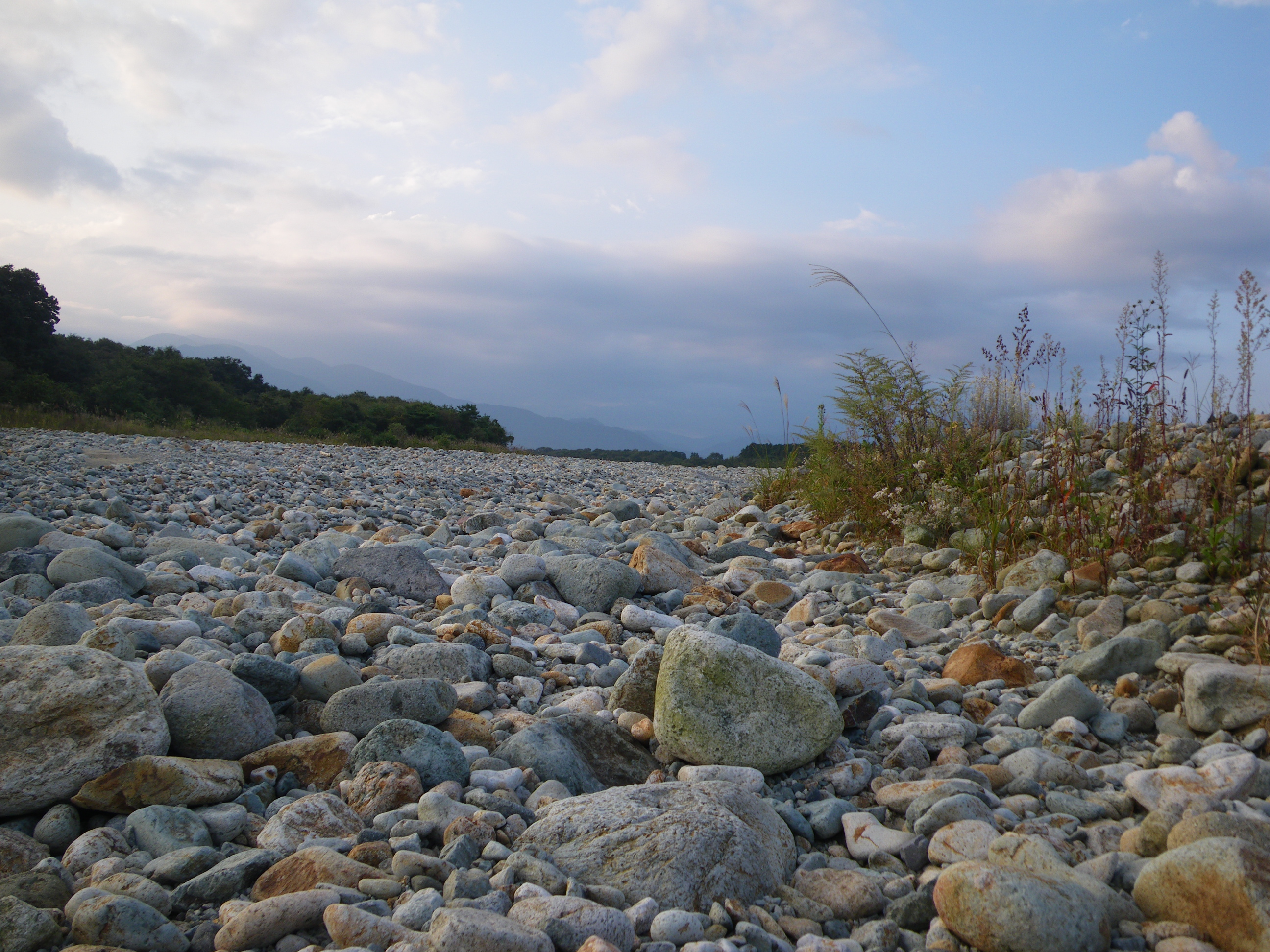
Русловий алювій гірської річки Сабігава, Японія

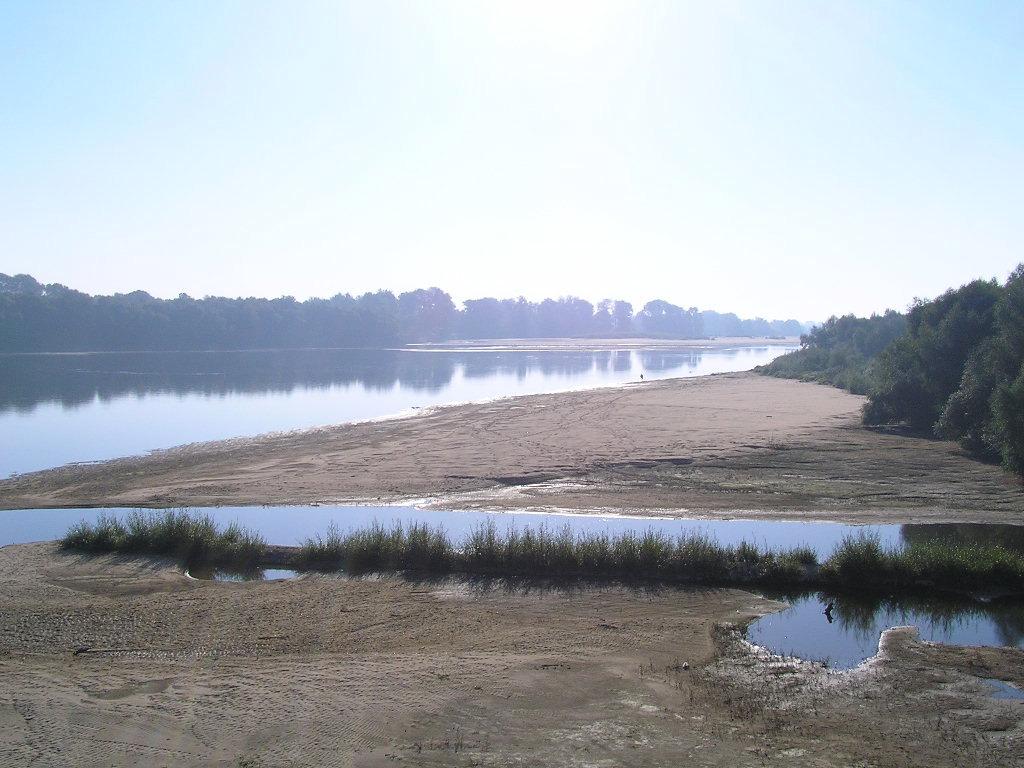
Долина рівнинної Вісли, виповнена алювіальними відкладами

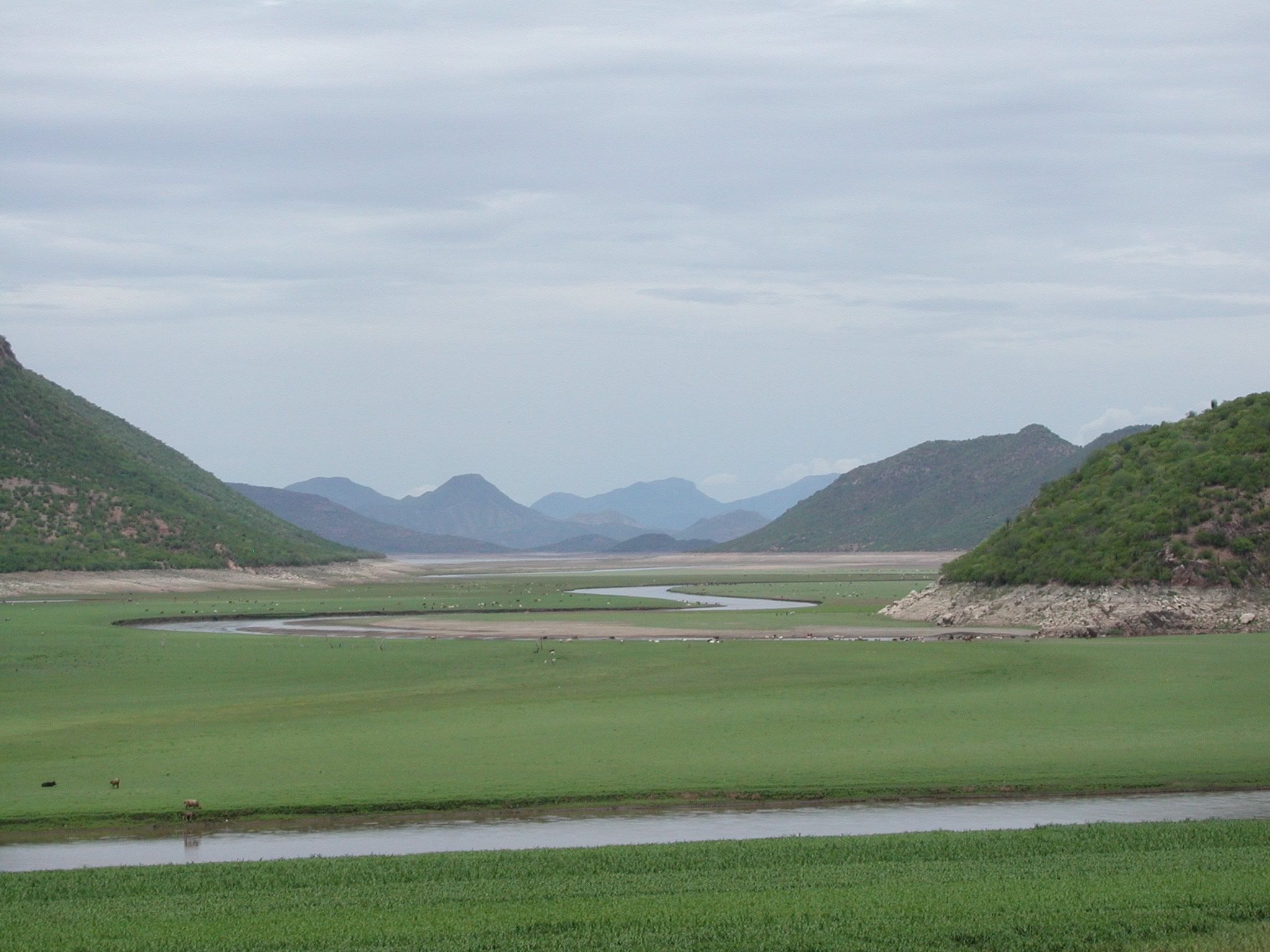
Вирівняна алювіальна долина і меандри річки Мічуакан, Мексика

Залежно від гідрологічного режиму річки, обумовленого кліматом, тектонікою і рельєфом земної поверхні, алювіальні відклади поділяють на два основних генетичних типи: алювій гірських річок і алювій рівнинних річок. Алювій рівнинних річок суттєво відрізняється від алювію гірських, що дозволяє легко розрізняти давні алювіальні відклади і створювати палеогеографічні реконструкції. До окремих типів відносять алювій тимчасових (пересихаючих) річок аридного клімату і відклади перигляціального алювію.

#### Алювій гірських річок
Гірські річки течуть з великою швидкістю, їх алювій представлено валунами і галькою (русловий алювій). Заплавний алювій майже повністю відсутній, або має невелику потужність і обмежене поширення. Найчастіше він зустрічається на розширених ділянках долини і представлений грубозернистими пісками і супісками, які залягають на руслових галечниках. Проте, потужності заплавного алювію Черемоша в межах Покутських Карпат сягають до 30-35 м, що ймовірно свідчить про періодичну зміну коливальніх неотектонічних рухів регіону. Потужності гірського алювію змінюються від перших метрів до кількох кілометрів. Так, для карпатських річок загалом характерна незначна потужність алювію, яка не перевищує 3-6 м. Проте, на певних ділянка, як у Верхнесиньовидненській улоговині, де Опір впадає до Стрия, потужність алювіальних відкладів (за даними буріння) сягає до 25 м. Для алювіальних відкладів гірських річок характерні такі ознаки:
- грубоуламковий матеріал з переважанням галечнику (галька, гравій, валуни)
- поліміктовий склад з вельми непостійним співвідношенням основних породотвірних компонентів
- слабке сортування матеріалу
- відсутність чіткої шаруватості

#### Алювій рівнинних річок
Рівнинні річки характеризуються меншою швидкістю течії, більш виробленим профілем, і меншою динамічною силою потоку, що не здатний утримувати у зваженому стані і переносити на далекі відстані грубоуламковий матеріал.

Для алювію рівнинних річок характерні інші ознаки:
- дрібноуламковий матеріал з переважанням піску і супіску
- значно однорідніший мінеральний склад, аж до олігоміктового (при розмиві осадових порід)
- добре сортування уламкового матеріалу
- груба коса шаруватість, яка поступово переходить у верхніх горизонтах у дрібну косу шаруватість.

У долинах і гірських, і рівнинних річок вниз за течією розмірність уламкового матеріалу поступово зменшується і збільшується ступінь сортування псамітових осадів. Одночасно може погіршуватись сортування дрібнопсамітових і алевритових осадів.

#### Алювій пересихаючих (сезонних) водотоків

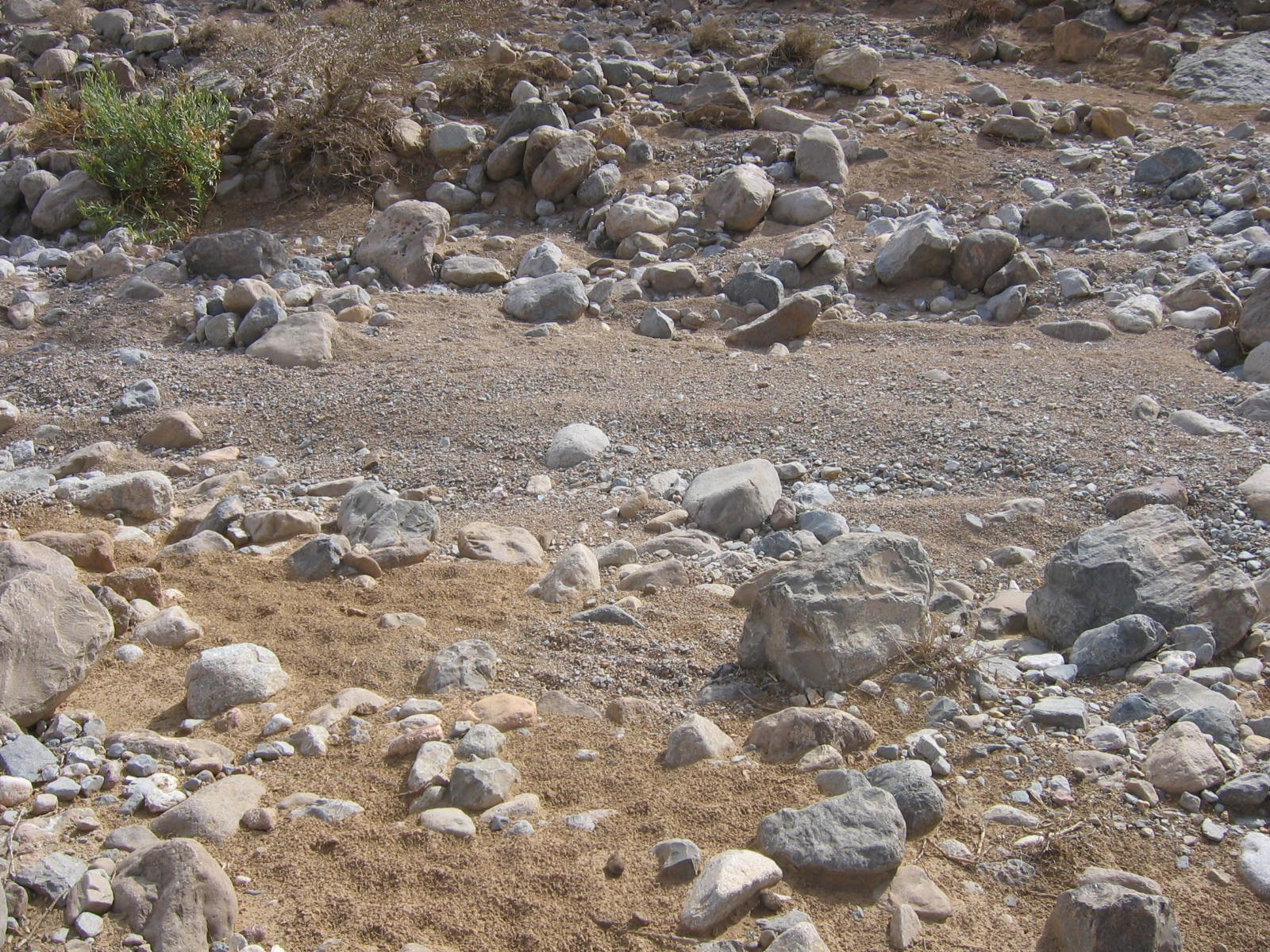
Русловий алювій Ваді-аль-Хайнах, Ємен

Алювій тимчасових водотоків досить поширений в гірських і передгірських районах. В умовах рівнинного рельєфу до такого типу алювію відносять яровий і балочний алювій, а також алювій пересихаючих річок (ваді в Африці, кріки в Австралії тощо). Формування алювію періодичних сезонних водотоків суттєво відрізняється від річок з постійним стоком. Потужні, бурхливі, але нетривалі паводки, які є наслідком короткочасних інтенсивних дощів, або таненням снігу, мають велику транспортуючу здатність. Вони можуть переносити величезну кількість звішених і волочених наносів. При цьому сортування і обкатування уламкового матеріалу майже не відбувається, особливо крупного. Під час швидкого спаду рівня води раптових короткочасних паводків в руслах і заплавах відкладаються майже всі волочені і звішені наноси. Через це в руслах потоків тимчасового стоку накопичується вельми строкатий за гранулометричним складом і звичайно слабо обкатаний уламковий матеріал. В таких обстановках повсюдно присутні фації підгачування і природних екранів, які пов'язані з окремими валунами і/або їх скупченням в руслі. Гранулометричний склад уламків напряму залежить від витрат води під час паводку. У бурхливих тимчасових потоках, особливо гірських, гідродинамічна обстановка дозволяє переміщати уламки, діаметр яких співрозмірний з глибиною русла водотоку. В таких умовах до динамічної дії суспензійного потоку на уламок додається гідростатичний напор і для переміщення уламка задіяні як кінетична, так і потенціальна питома енергія січення потоку. Це значно підвищує рухливість великих уламків (до 2-х метрів у попереку), а у руслах що врізаються цьому сприяє аблювіальний ефект — переміщення великих блоків відбувається через поступове вимивання дрібниших навколо них. Через присутність у тимчасових потоках значної кількості дрібнозернистих і глинистих звішених частинок, які сильно підвищують густину (а відповідно і транспортуючу здатність) та дію аблювіального ефекту спостерігається інверсія гранулометричної зональності — великі уламки транспортуються на більшу відстань вниз за течією, ніж уламки меншого розміру. Це явище є характерною рисою сезонних водотоків і ніколи не спостерігається у річках з постійним стоком. Погане сортування алювіальних відкладів тимчасових/сезонних водотоків в розрізі пов'язане з тим, що в їх долинах відкладаються волочені і звішені наноси різних витрат води, тоді як в русловому алювії постійних водотоків зберігаються переважно лише грубоуламковий матеріал максимальних паводків, а дрібніші звішені наноси зносяться вниз за течією при менших витратах води, в спокійному гідродинамічному режимі. На відміну від річок з постійним стокому розрізах алювію тимчасових потоків не спостерігається коса шаруватість через відсутність грядового переміщення наносів з утворенням відповідних акумуляційних форм. В розрізах алювію багатьох річок тимчасового стоку неможливо виділити інстративний, констративний і перстративний алювій через короткочасність формування руслових наносів.

### За фаціями
За фаціальними ознаками алювіальні відклади рівнинних річок розділяють на три основні групи фацій (або макрофації) — руслову, заплавну і старичну. Ця класифікація розроблена в основному для алювіальних відкладів антропогену і частково — неогену. Для давніх алювіальних відкладів (крейдових, юрських, карбонових, девонських) розділення алювію на русловий і заплавний не завжди можливо і часто фаціальна диференціація явно відсутня.

#### Руслова

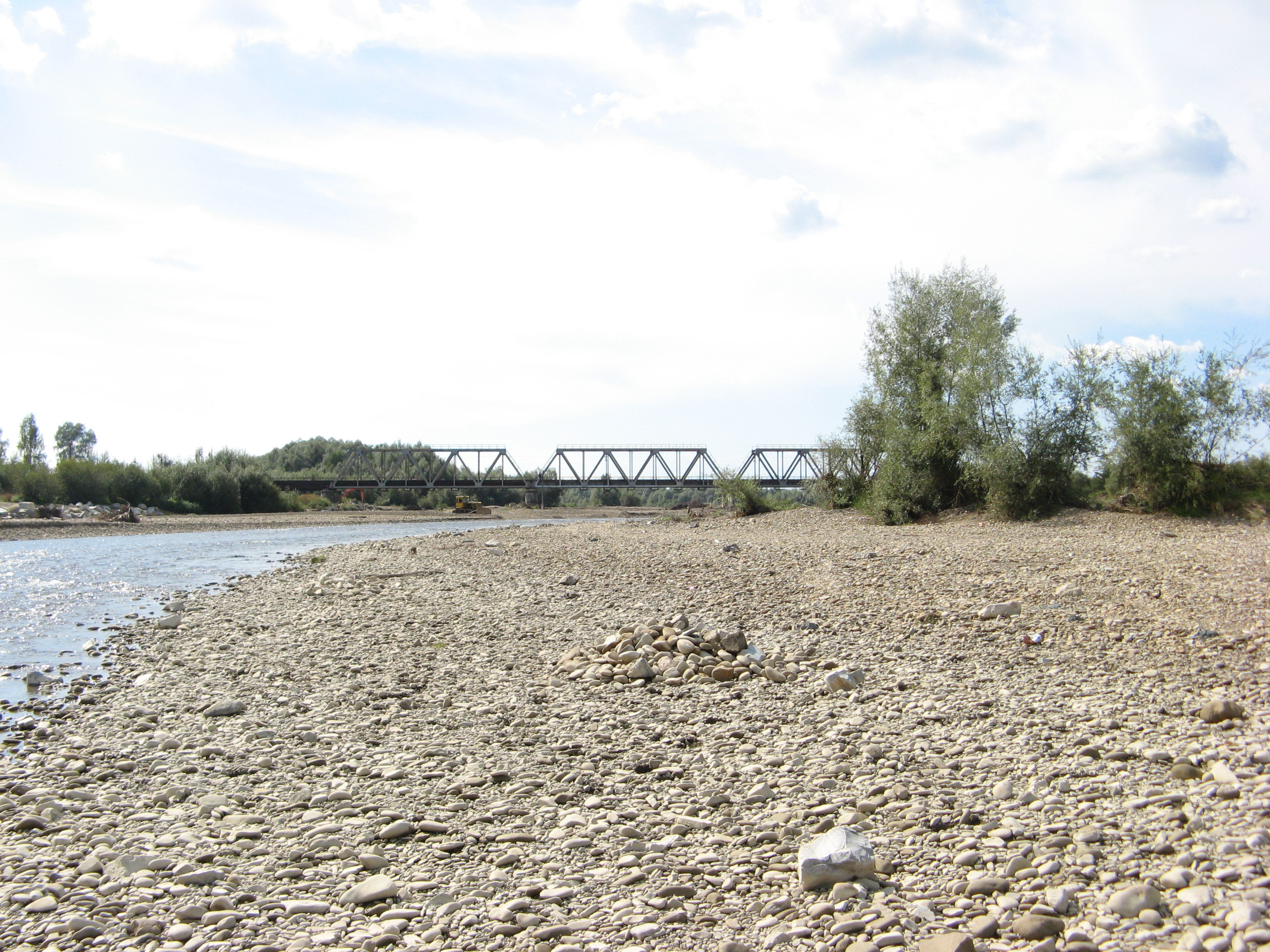
Русловий крупногалечний алювій Бистриці-Надвірнянської, південно-східна околиця Івано-Франківська

Ця група фацій річкового алювію складає мілини, острови і коси. У рівнинних річках вона представлена добре відсортованим піскуватим матеріалом з грубою косою шаруватістю, яка під час меженя звичайно перекривається більш тонким матеріалом (прошарки і лінзи замулювання). Гірський русловий алювій представлений здебільшого погано сортованою галькою і валунами різної обкатаності з піскувато-гравійним наповнювачем. До руслової групи динамічних фацій відносять такі фації:
- субстративну, або розмиву;
- пристрижневої зони — дрібна галька, гравій і крупнозернистий пісок вистелює дно плеса вздовж лінії максимальних швидкостей водного потоку. Пласкі гальки цієї фації часто укладені як дахівка з нахилом вверх за течією. Досліджуючи азимут нахилу гальок в древніх товщах, визначають напрямок течії давно зниклої річки.
- перекатів;
- перлювіальну;
- алювіально-делювіальну;
- алювіально-пролювіальну (внутрішніх дельт);
- карстово-алювіальну

#### Заплавна
Відклади цієї групи фацій формуються під час повені і паводку. Заплавний алювій перекриває малопотужним (0,5-1 м) чохлом русловий алювій. Для відкладів цієї алювіальної макрофації характерне менше сортування псаміто-алевритових осадів з характерною шаруватістю брижів хвиль і течій, текстурами скаламучування. Переважають супіски і суглинки з прошарками і лінзами різнозернистого піску з залишками уламків дерев і рослин. Як правило, заплавна макрофація має меншу потужність, аніж руслова, хоча для річок з частими повенями може бути і навпаки. У заплавному алювії виділяють три основні фації, залежно від місця його формування:
- прируслова (зовнішня) — складена з найбільш грубозернистого матеріалу з поганим сортуванням за рахунок різкої зміни швидкостей суспензійного потоку. Це переважно грубозернисті погано сортовані піски різного мінерального складу, які формують ядра і схили прируслових валів.
- центральна — складена тонким суглинкого-супісковим матеріалом меншої, ніж прируслова потужності. Часто осади мають зеленкувато-сірий колір через седиментацію в застійних умовах, або чорний — через наявність гумусу і торфоутворення. Чітку межу між прирусловою і центральною заплавними фаціями встановити неможливо, перехід по латералі поступовий.
- притерасна (внутрішня) — фація найнижчої частини заплави, яка складена тонкими глинами і має, як правило, найменшу потужність. У розрізі відкладів цієї фації часто присутні прошарки похованих алювіальних ґрунтів.

Крім того, в межах заплавної макрофації виділяють ще фації накладеної заплави, внутрішніх дельт, і балочні фації.

#### Старична
Алювіальні відклади цієї макрофації утворюються в старицях і тимчасових річкових руслах. За своїми ознаками вони досить схожі на озерні відклади — глини, суглинки, торф і часто представлені у формі лінз серед руслової фації. Основну масу старичного алювію складають тонкозернисті глинисті осади з чіткою горизонтальною шаруватістю і характерною великою кількістю розсіяної органічної речовини. Утворення фацій старичного алювію відбувається в умовах мінливих гідродинамічних режимів річки. Під час паводків стариці тимчасово перетворюються в активно діючі бічні річища і протоки, де відбувається доволі інтенсивне накопичення піщано-алевритового матеріалу. По мірі того, як спадає рівень паводкової води і зменшується швидкість водного потоку — в старицях відкладаються дедалі дрібніші і тонкозернисті наноси. Коли гідродинамічний зв'язок з річкою переривається, стариця перетворюється на ізольовану водойму, в якій відбувається накопичення виключно глинистих осадів. Якщо стадія ізоляції триває достатньо довго (десятки років) — стариця переходить в режим заболочування і торфонакопичення. Відклади старичних фацій за своїми гідродинамічними умовами формування і особливостями просторового поширення займають проміжне положення між відкладами руслової і заплавної макрофацій. Седиментологічна модель відображає зменшення вверх за розрізом гідродинамічної активності седиментаційної обстановки. На діаграмах каротажу група фацій старичного алювію характеризується меншою шириною аномалії і меншою відносною амплітудою кривої ПС, порівняно з групою фацій руслових мілин рівнинних мандруючих річок.

В розрізі відкладів старичного алювію виділяють три горизонти, або фації, що відповідають трьом етапам розвитку стариці:
- проточний (нижній): фація сезонного замулювання — складений чергуванням тонкозернистих пісків, супісків і суглинків, що утворились під час періодичного поновлення стоку старим річищем під час повені, чи паводку. Середньо-дрібнозернистий псамітовий матеріал виповнює пологі асиметричні врізи, шириною до перших сотень метрів і потужністю 5-6 м. Ці врізи, які розташовані один над одним, розділені прошарками глин, незначної потужності. Шаруватість піщаного матеріалу в цих врізах не завжди проявлена, загалом вона полого скісна і догори за розрізом поступово переходить до мульдоподібної. Потужності таких скісношаруватих серій сягають до 0,5 м, проте окремі прошарки не перевищують 1-2 см. В підошві скісних серій іноді можуть зустрічатись гравійні зерна і навіть поодинока дрібонька галька твердих порід. Інколи відмічаються конкреції сидеритів 1-2 см у попереку, що розташовані вздовж скісної шаруватості.
- озерний (середній): озерна фація — представлений горизонтально шаруватими голубувато-сірими, зеленкувато-сірими мулистими осадами, що дуже схожі на озерні.
- болотний (верхній): болотна фація — складений прошарками чорних, сильно збагачених розсіяною органічною речовиною глин і торфом. Найвища ланка розрізу старичного алювію — торфяник іноді знову може бути перекритий тонкошаруватою пачкою заплавного алювію. Потужності старичного алювію майже такі самі, як і руслового, або дещо менші, хоча в розрізах неоген-плейстоценових товщ перший зустрічається набагато рідше.

Крім того, інколи у складі старичної макрофації присутня фація вторинних заплавних водойм, яка у розрізі представлена чергуванням тонких косошаруватих алевритів і супісків з прошарками мулистих осадів.

Саме наявність поодиноких старичних пачок в товщі промитих пісків є більш надійним індикатором її річкового походження, аніж скісношарувата текстура. Відклади старичної групи фацій є найбільш цікавими для палеонтологів і антропологів, оскільки саме в них часто зустрічаються захоронені в мулі колоди дерев, залишки риб, наземної фауни і первісної людини.

### За фазами акумуляції
На формування алювіальних відкладів рівнинних і гірських річок суттєво впливає тектонічна складова території річкового басейну. Річкові долини цілком, або частково можуть перетинати різноманітні геологічні структури — антикліналі, синкліналі, грабени, підняті, або опущені блоки тощо. Усе це відображається на морфології долин і будові алювію. В. В. Ламакін та І. П. Карташов запропонували розрізняти в долинах річок динамічні фази алювіальної акумуляції, які відповідають стадіям розвитку річкового профілю: інстративну, субстративну, перстративну і констративну.

#### Інстративна (вистилаюча)

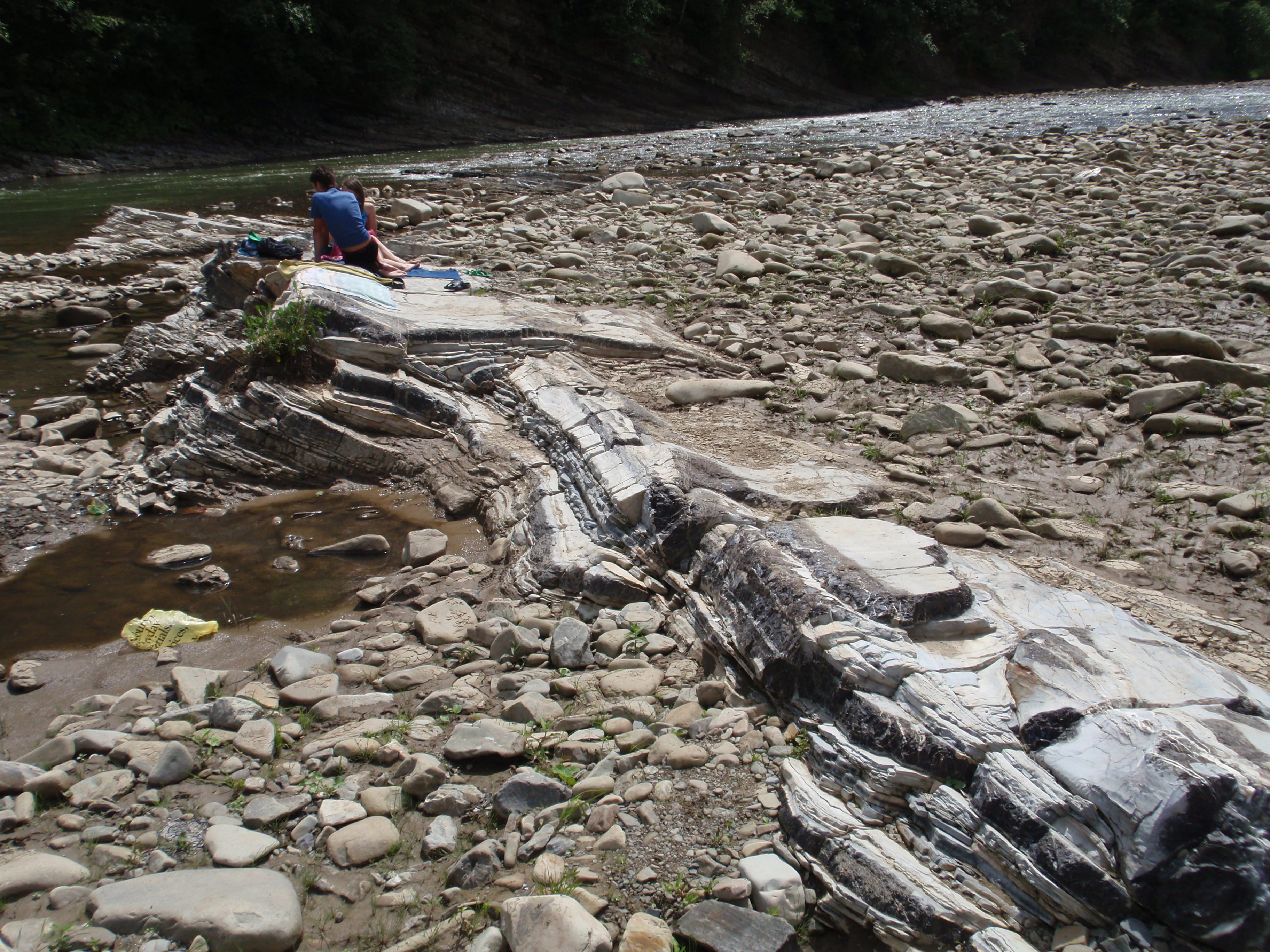
Валуни і галька інстративного алювію в руслі Опору, Україна. В центральній частині фото поперек до потоку вихід корінних порід менілітової світи (складка підводного оповзання нижнього кременистого горизонту)

Формування алювіальних відкладів даної фази відбувається на стадії врізання русла гірської річки в корінні породи і характерне для молодих річок. Ці грубоуламкові (валуни і галька) відклади утворюють тимчасові скупчення (лінзи) в руслі і характеризуються незначною потужністю. Саме за допомогою валунів і гальки, які є природним абразивом гірська річка поглиблює ложе русла, опускаючи алювій усе нижче і нижче по відношенню до берегових порід. Таким чином інстративний алювій ніби «вкладений» в корінні породи. Гіпсометричне пониження рівня акумуляції пов'язане із значним повздовжним ухилом русла річки, яка ще не досягла профілю рівноваги. Фаціальна мінливість інстративного алювію дуже слабо виражена і не може бути взірцем для інших алювіальних товщ, крім того такий вид алювію легко піддається розмиву і тому в древніх товщах зустрічається дуже рідко, хіба на майданчиках високих терас в гірських районах.

#### Субстративна

Типовий геологічний розріз відкладів перстративного алювію
Букви: А — русло річки (А_{1} — русло в межень, А2 — прируслова мілина);
В — заплава (В_{1} — прирусловий вал, В_{2} — проксимальна заплава, В_{3} — середня заплава, В_{4} — дистальна заплава);
І — зона намивання річкових наносів поперечними циркуляційними потоками,
ІІ — зона седиментації суспензованих наносів.
Цифри: 1- заплавний (старичний) алювій;
2- грубозернистий пісок, гравій, галька;
3- дрібно- та тонкозернистий пісок і супісок,
4- прошарки мулу,
5- заплавний алювій 2-ї тераси;
6- русловий алювій 2-ї тераси;
7- дочетвертинні відклади,
8- рівень ґрунтових вод,
9- рівень води під час повені,
10- рівень води в межень,
11- нормальна потужність алювію,
12- гідрогеологічна свердловина,
13- послідовно утворені шари руслового алювію,
14- напрямки потоків поперечної циркуляції в руслі річки

Утворення алювію під час переходу від стадії врізання гірської річки до стадії рівноваги. Цими відкладами представлені, як правило, нижні горизонти руслового алювію нормальної потужності (1-4 м), які не перемиті річкою протягом стадії рівноваги. Характерними особливостями субстративного алювію є підвищена глинистість і сумісна присутність гальки і необкатаних уламків корінних порід з ложа річки. Субстративні алювіальні відклади залягають в основі алювіальних товщ, які складають заплави врівноважених річок і тераси, які є реліктами таких заплав.

#### Перстративна (перестилаюча)
Утворення алювіальних відкладів, в долинах річок з виробленим поздовжнім профілем. Ці відклади формуються за рахунок перемиву верхніх горизонтів алювію нормальної потужності, який утворюється під час переходу від стадії врізання до стадії рівноваги. Перстративний алювій залягає на субстративному (плотиковому) алювії і представлений, як правило, повним набором алювіальних фацій: русловою, заплавною і старичною.
Загальна потужність перстративного алювію становить звичайно 3-6 м.

Схема констративної фази алювіальної акумуляції
Цифри:
1 — русловий алювій;
2 — заплавний алювій;
3 — старичний алювій;
4 — відклади вторинних водойм заплави;
5 — загальний напрямок міграції русла річки.
Букви:
М — нормальна потужність алювію;
Ms — загальна потужність алювію

#### Констративна
Формування алювіальних відкладів у долині річки впродовж стадії акумуляції. Характеризуються підвищеною глинистістю. Ці відклади залягають, звичайно, на перстративному алювії, рідше на інстративному, а в бортах річкової долини можуть перекривати безпосередньо корінні породи.

### За формами алювіальних тіл
Алювіальні відклади поділяються на дві великі групи — руслові форми і морфологічні елементи міжруслового простору.
- Морфологічні форми в руслах
  - Алювій руслових островів і мілин (барів)
    - Поздовжні руслові бари
    - Прикріплені до берега бари
    - Поперечні бари
    - Піщані мілини
    - Руслові дюни

  - Меандри
  - Алювіальні конуси виносу
- Морфологічні форми міжруслового простору
  - Прируслові вали
  - Заплави
  - Тераси

#### Морфологічні форми в руслах

##### Алювій руслових островів і мілин (барів)

Осадонакопичення алювію у меандруючих руслах
Букви: A- плесо;
B- прируслова мілина, або побічниця;
C- перекат;
1-1' — лінія геологічного розрізу;
E- берег, що підмивається течією

- Поздовжні руслові бари — є найбільш яскраво вираженими морфологічними формами руслового алювію. Ця форма типова для верхніх частин річок. Початково утворююся через відокремлення галечного матеріалу. Поверхня барів поперечно-ребриста з невисоким рельєфом, що пов'язано з дахівчастою укладкою гравійно-галькового матеріалу. Уламки орієнтуються довшими осями поперек течії. На поверхні барів спостерігається також поступове зменшення розмірів зерен кластичного матеріалу вниз за течією. При виході на поверхню води, бар може покриватися піском з брижами, що орієнтовані за течією. Внутрішня структура масивна, шарувата, галечник часто заповнений гравійно-піскуватим матриксом. Фронтальне скочування зерен призводить до утворення косо-шаруватих пачок пісковику, або гравеліту.
- Прикріплені до берега бари — характерні морфологічні елементи руслового алювію як гірських, так і рівнинних річок. Можуть змінювати русло річки, перегороджуючи їй шлях з одного берега до іншого. Зазвичай, нижній кінець бару є довгим безперервним перекатом чи серією дрібних перекатів, які розділені поверхню верхівки бару. Перекати є важливими місцями акумуляції гравійно-піскуватих осадів, які утворюють шаруватість, витягнуту паралельно гребеню бара, проте вони мають часто обмежені розміри в напрямку зростання потужності. Внутрішня будова такого бару не має якоїсь чіткої структури, хоча іноді у верхніх частинах розрізу вдається встановити слабку градаційну шаруватість, а також дахівкоподібну укладку гальки. Іноді можна спостерігати косу шаруватість. Розрізнити поздовжні і прикріплені до берега бари тільки за розрізом алювіальних відкладів неможливо.
- Поперечні бари — такі форми руслового алювію типові для рівнинних річок з переважно піщаним дном, проте можуть зустрічатись на річках з гравійними донними відкладами. Поперечні бари є характернішою формою в низинах річок, де вплив поздовжніх барів не такий сильний. Ця зміна пов'язана зі зменшення розміру зерен матеріалу. У порівнянні з дюнами поперечні бари є більшими морфоструктурами руслового алювію. Вони зазвичай мають фронтальні поверхні скочування зерен, що нахилені за течією і пологу верхню поверхню при значно меншому співвідношенні висоти до довжини, ніж в дюнах. Поперечні бари деякі дослідники за формами поділяють на язикоподібні, такі, що перетинаються, чергуються і т. п.
- Піщані мілини — ці складні форми є найбільшими морфологічними структурами дна рівнинних річок. Вони зустрічаються як посеред русла, так і по краях, і називаються відповідно «серединними барами» і «береговими барами». Ці форми не мають своїх власних фронтальних поверхонь скочування, а поступово знижуючись, переходять в сусідні частини русла. Піщані мілини є комбінованими акумулятивними тілами, що поступово утворюються шляхом об'єднання мілких форм, переважно поперечних барів, а також росту з ядра, утвореного при виході на поверхню води частини поздовжнього бару. Такі ділянки можуть зберігатись протягом довгого часу і укріплюватись рослинністю. Подекуди мілини розділяють русло з утворенням островів, які збільшуються у висоту, за рахунок вертикальної акреції дрібнозернистого осаду.
- Руслові дюни — великі морфоструктури дна рівнинних річок, що повторюються. Розповсюджені на дні річок, особливо у відносно глибоких руслах і плесах. На припіднятих ділянках дна річки, зокрема в тильних частинах поперечних барів і на піщаних плоских поверхнях зустрічаються рідко.

##### Меандри
Осадонакопичення в меандрах відбувається за рахунок 2-х основних факторів:
- розмиву увігнутого берега
- відкладання кіс (акумулятивних тіл в межах меандрових петель)

У поперечному перерізі річки на вигнутих і прямолінійних ділянках спостерігається турбулентна вторинна циркуляція водного потоку. Відтак, біля увігнутого, глибокого (плесового) берега утворюється найбільш грубозернистий алювій. На опуклому, мілинному березі, формується прируслова мілина (побічниця) складена добре відсортованим дрібно- і тонкозернистими пісками і обмежена з боку заплави прирусловим валом. При відступанні русла більш молоді частини прируслового алювію накладаються одна на одну, утворюючи серію прируслових валів. На прямих ділянках річки між вигинами утворюються мілководні перекати, русло дробиться на кілька рукавів, між якими розташовуються острівці, де алювій характеризується дрібнозернистістю і сильною мінливістю по латералі. З часом, меандри стають усе більше вираженими, утворюючи роздуви і перетиски. При цьому плесові береги еродуються, а на мілинних — нарощується мілина. Зрештою, два перетиски з'єднуються між собою і відбувається перехоплення річки, русло випрямляється, а колишній меандр утворює старицю, часто вузької серпоподібної форми, в якій формується особлива фація алювію, що складається з проточної, озерної і болотної частин.

##### Алювіальні конуси виносу

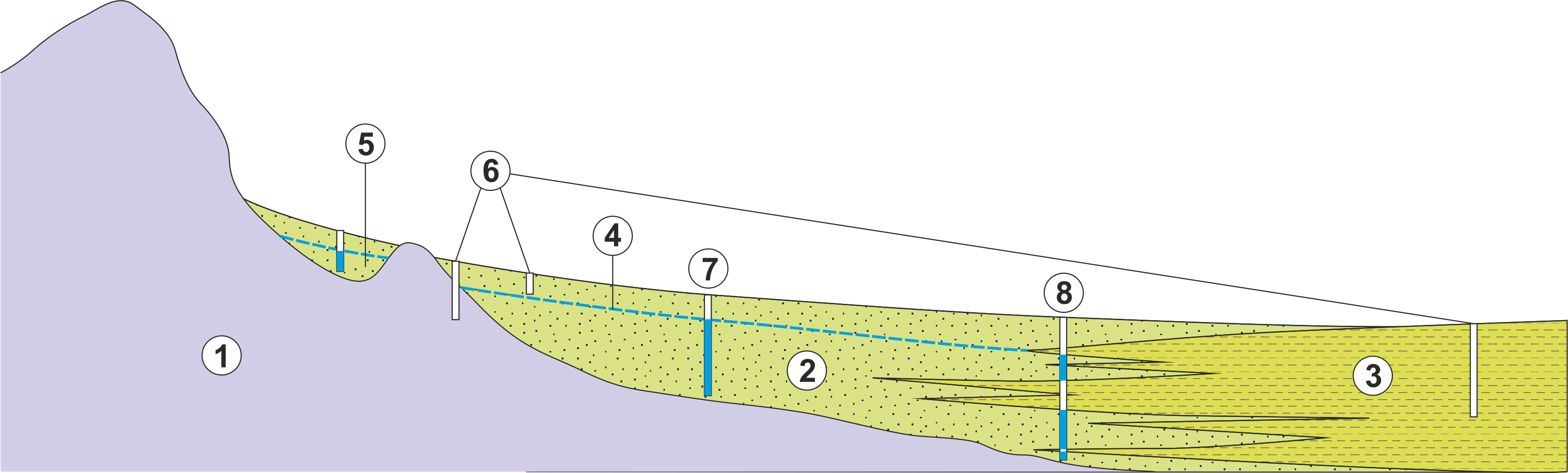
Схематичний гідрогеологічний розріз алювіального фену
Цифри в кружечках:
1-Дочетвертинні корінні відклади;
2-Алювіальні піски і гравійно-галечники;
3-Глини і суглинки;
4-Рівень ґрунтових вод;
5-Структурна пастка прісних вод;
6-Сухі свердловини;
7-Гідрогеологічна свердловина в алювіальних відкладах з прісною питною водою;
8-Гідрогеологічна свердловина в зоні фаціального переходу колектор-водотрив, можливо з мінералізованою водою

Конуси виносу, в яких серед поверхневих процесів переважають течії в руслах, називаються також «гумідними конусами виносу». Однак цей термін не є вдалим, оскільки властиво річкові конуси виносу можуть утворюватись і в семіаридній обстановці, де відбуваються раптові паводки. Власне річкові конуси виносу є одними з основних місць осадонакопичення слабозвивистих річок і, певною мірою, вносять суттєвий внесок у створення геологічного розрізу. Діапазон їхніх розмірів значний — від кількох десятків метрів до сотень кілометрів у радіусі. Всі вони характеризуються досить плавним виположувнням при звичайно меншому похилі в порівнянні з семіаридними конусами виносу.

#### Морфологічні форми міжруслового простору

##### Прируслові вали
Такі форми алювіальних відкладів фактично є грядами з похилом від русла в бік заплави і особливо поширені на увігнутих берегах меандр, що розмиваються течією. Вони затоплююся лише за максимально високих рівнів паводків. При менших паводках вони можуть виявитись єдиними незатопленими водою ділянками суходолу серед заплави. Коли паводкові води виходять з берегів турбулентнфсть потоку спадає, що спричиняє випадіння дрібнозернистого осаду. При цьому більш грубозернисті піски і алеврити осаджуються поряд з руслом, а дрібніший матеріал — далі на заплаві.

##### Заплави
Осадонакопичення і постседиментаційні перетворення, які відбуваються в заплаві, залежать від клімату і від відстані до активного русла. Заплава може затоплюватись паводковими і повеневими водами кілька разів на рік. Швидкість заплавного осадонакопичення доволі мала через відносно високу швидкість течії заплавних вод і низьку концентрацію зваженого осаду під час максимуму паводку. Седиментація відбувається головним чином із водної суспензії, і у відкладах відмічається тенденція до зменшення зернистості по мірі віддаленості від русла річки. Лише значні паводки здатні відкладати осади, потужністю більше 10-15 см, і то не суцільним покривом, а плямами. Рослинність допомагає визначити місце як седиментації, так і ерозії на поверхні заплави. У період між повенями і паводками заплавні відклади висихають, при цьому утворюються тріщини усихання, та інші характерні ознаки субаеральної експозиції.

##### Тераси
Найважливішим елементом ландшафту серед багатьох алювіальних обстановок осадонакопичення є тераси. Вони можуть утворюватись внаслідок зниження місцевого, чи головного базису ерозії, припиненням осадонакопичення, чи складною зворотною реакцією на різку зміну кліматичних і тектонічних умов території.

## Давні алювіальні відклади

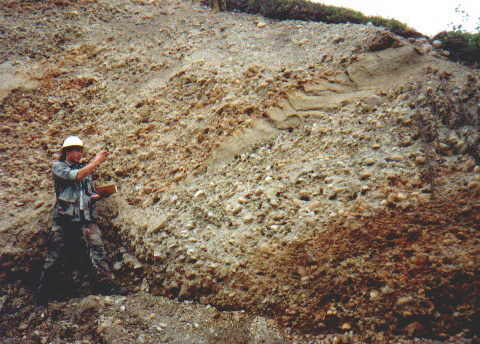
Відслонення дислокованої товщі древнього руслового алювію на родовищі Блу Ріббон, Аляска

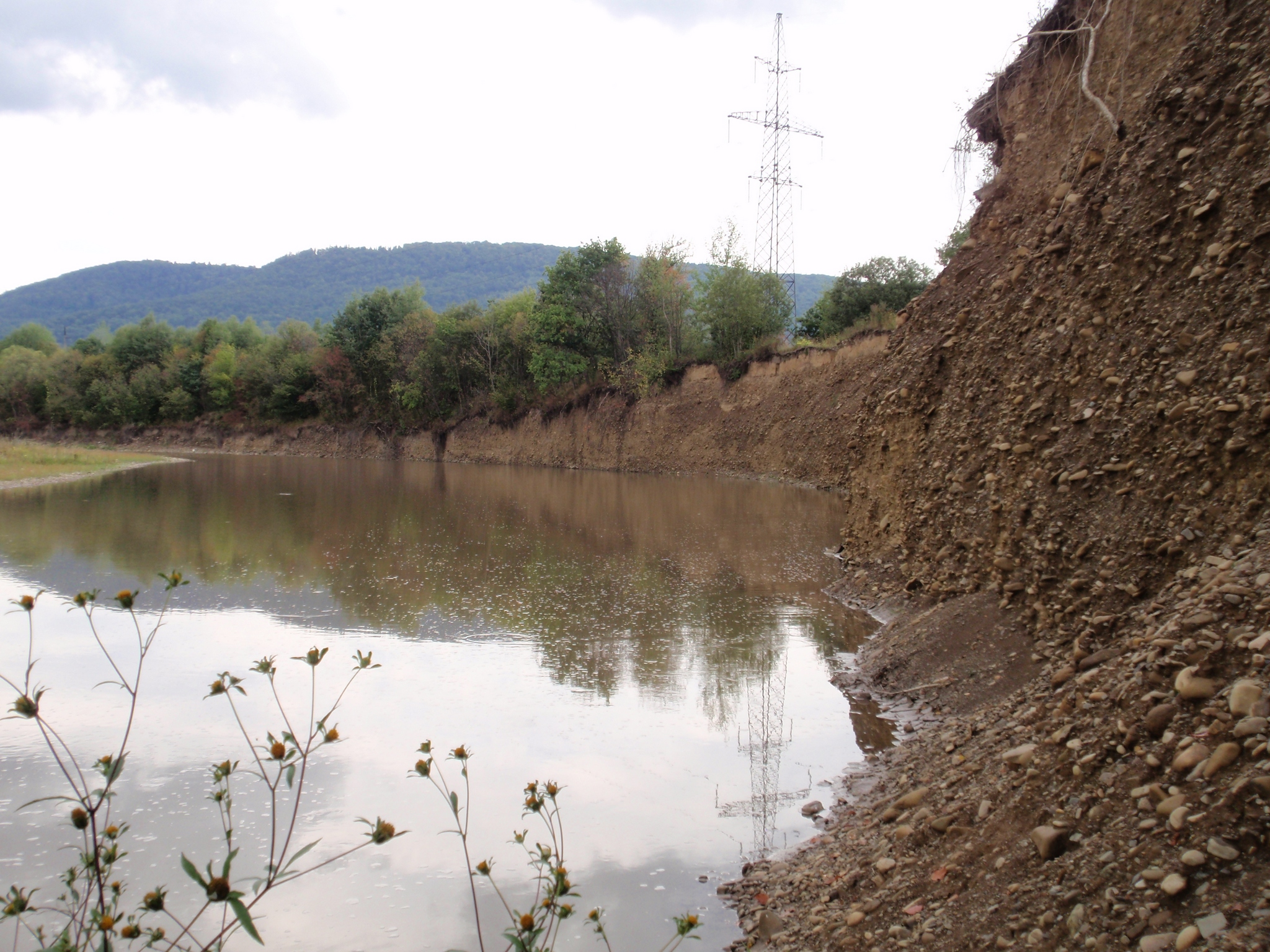
Плейстоценовий алювій першої надзаплавної тераси р. Опір в околицях смт. Верхнє Синьовидне

Приналежність відкладів до континентальних алювіальних звичайно діагностується за характерним набором ознак:
- відсутність морської фауни
- наявність червоноколірних порід
- наявність типових руслових форм
- однонаправленість палеотечій, особливо у відносно крупнозернистих пластах пісковиків і конгломератів
- ознаки субаеральної експозиції — палеоґрунти і тріщини усихання (десквамація), особливо в глинистих відкладах.

Проте, жодна з вище перелічених ознак зокрема не є вичерпним діагностичним критерієм, позаяк усі вони можуть зустрічатися і в морських мілководних, або прибережно-морських седементаційних обстановках.
Відклади гірських річок відомі майже виключно четвертинного і неогенового віку. Алювіальні відклади відомі і надійно ідентифіковані мезозойського віку, і лише відклади нижньої течії рівнинних річок збереглися, починаючи з середнього палеозою. На думку Ю. П. Казанського, закономірності поширення складу розчиненого і твердого стоку в річковій воді для сучасних річок, загалом зберігались протягом кайнозою, мезозою, пермі, карбону, і пізнього девону.

## Значення

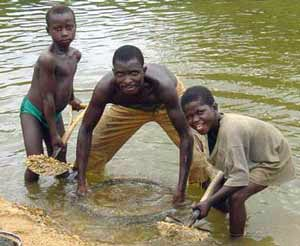
Шукачі алмазів у річковому алювії, Сьєрра-Леоне

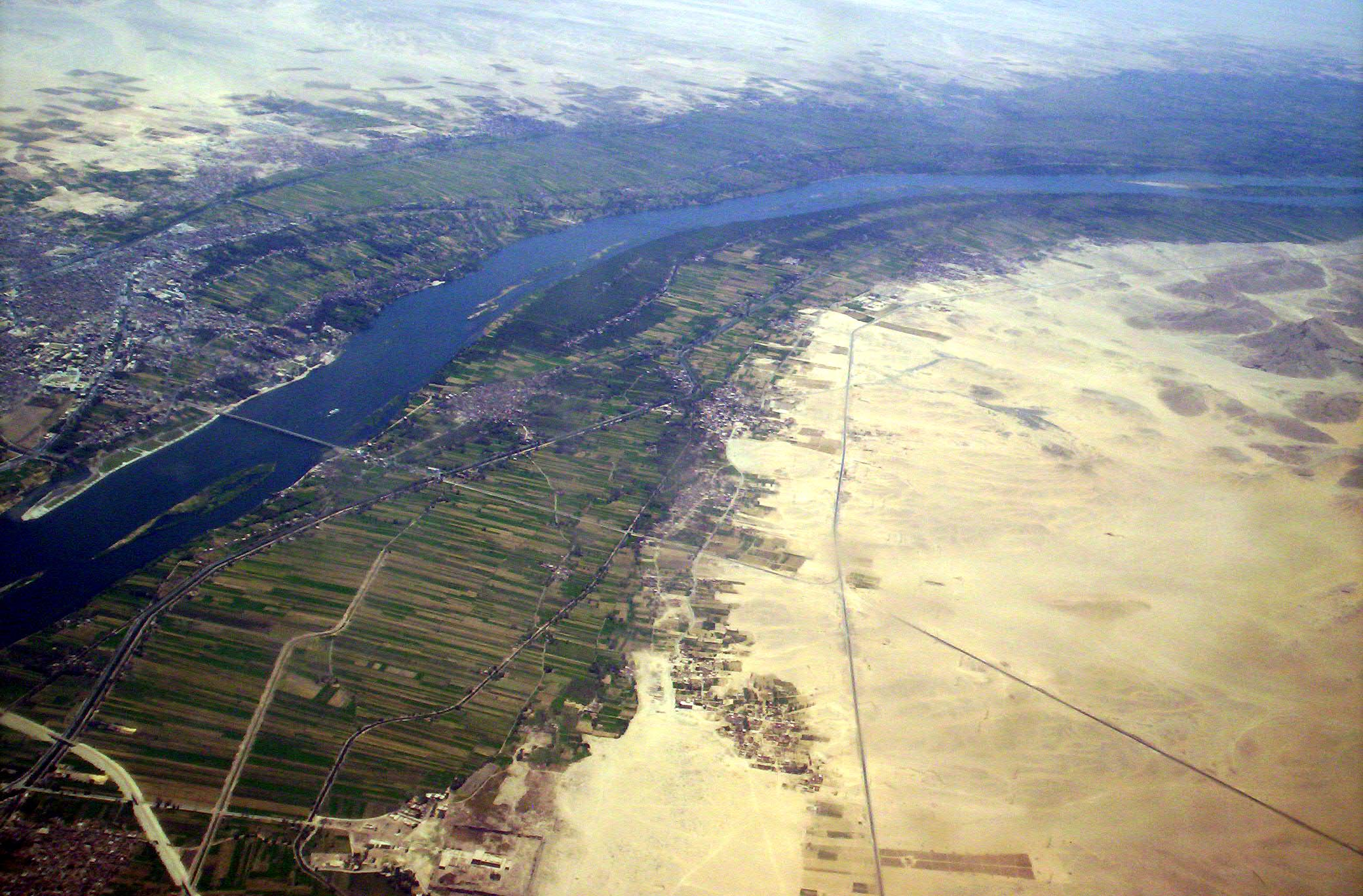
Алювіальна долина Нілу біля Луксора

У гідрогеології (пошуки та розвідка підземних вод) алювіальним відкладам приділяють особливу увагу, позаяк в межах древніх терас і в долинах річок крупнозернистий алювій (від гальки до піску) завжди водонасичений і є добрим колектором питних підземних вод.
У русловому алювії часто знаходять розсипи алмазів (Конго, Сьєрра-Леоне), золота, платини, ільменіту (Іршанське родовище), монациту, циркону, та інших корисних копалин і мінералів, а також родовища будівельних пісків, гравію і гальки. Для утворення цих розсипних родовищ конче важливі гідродинамічні умови переносу річкових наносів і міграційна здатність мінералів. Максимальною міграційною здатністю володіють алмаз та циркон, мінімальною — золото і платина. Проміжне положення між ними посідають монацит, магнетит, шеєліт, каситерит, та інші. Розсипні родовища золота і платини приурочені, як правило, до грубоуламкового руслового алювію однорукавних русел, що сформований в найактивнішій гідродинамічній обстановці.
У древніх осадочних товщах алювіальні відклади як правило зцементовані і складені твердими уламковими породами — конгломератами, гравелітами і пісковиками, які за сприятливих геологічних умов (наявність нафтоматеринських порід в розрізі древнього седиментаційного басейну, достатня ступінь їх зрілості, структурно-просторові характеристики дислокацій, наявність/відсутність неантиклінальних пасток і т. п.) є колекторами нафти і газу.
Сучасні алювіальні відклади рівнинних річок часто бувають багаті на поживні речовини, тут формуються родючі заплавні ґрунти (заплави Нілу, Межиріччя, По, Інду, Гангу).